# Ford Capri
Ford Capri (укр. Форд Капрі) — легковий автомобіль фірми Ford, що випускався з січня 1969 по 1987 рр. Це була альтернатива для Ford Mustang на європейському ринку. З 1969 по 1986 рік було випущено 1 886 647 одиниць Capri по всьому світу.

## Ford Consul Capri (1961—1964)

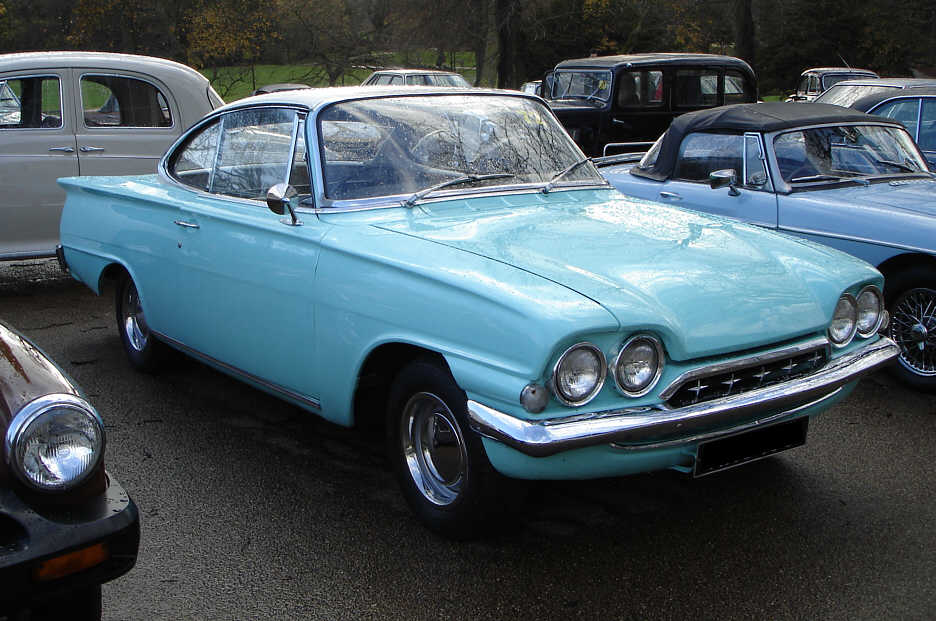
Ford Consul Capri

Ford Consul Capri був дводверним купе. Проєкт був затверджений в 1956 році. Консул Капрі став останнім проєктом дизайнера Коліна Нілу перед від'їздом. Початкова мета Коліна — створення образу автомобілів Ford нового десятиліття. Так само був розроблений прототип універсала Капрі.
Виробництвом займалося відділення Ford Britan.
Проєкт Consul Capri отримав кодову назву «Sunbird» і взяв елементи дизайну від Ford Thunderbird і Ford Galaxie Sunliner.
На початку виробництва Ford Consul Capri поставлявся тільки на експорт, а в січні 1962 року надійшов у продаж у Великій Британії. Збірка проходила в місті Дагенхем. Автомобіль був складним і дорогим у виробництві. Форд Консул Капрі був приречений на провал з самого початку.
На Ford Consul Capri був ряд функцій Ford De-Luxe — чотири фари, двірники зі змінною швидкістю, гальма передні дискові, затемнена підсвітка панелі приладів, і прикурювач.
У лютому 1963 року з'явилася версія GT. На Ford Consul Capri був встановлений новий двигун GT, розроблений Cosworth.
Обсяг продажів був невтішним, Ford Consul Capri був знятий з продажу після того, як за два з половиною роки, було продано лише 19421 машину, з яких 2002 були моделі GT. Виробництво Consul Capri було припинено в липні 1964 року. Consul Capri є одним з найрідкісніших автомобілів вироблених Ford Britan.

## Ford Capri I (1969—1974)

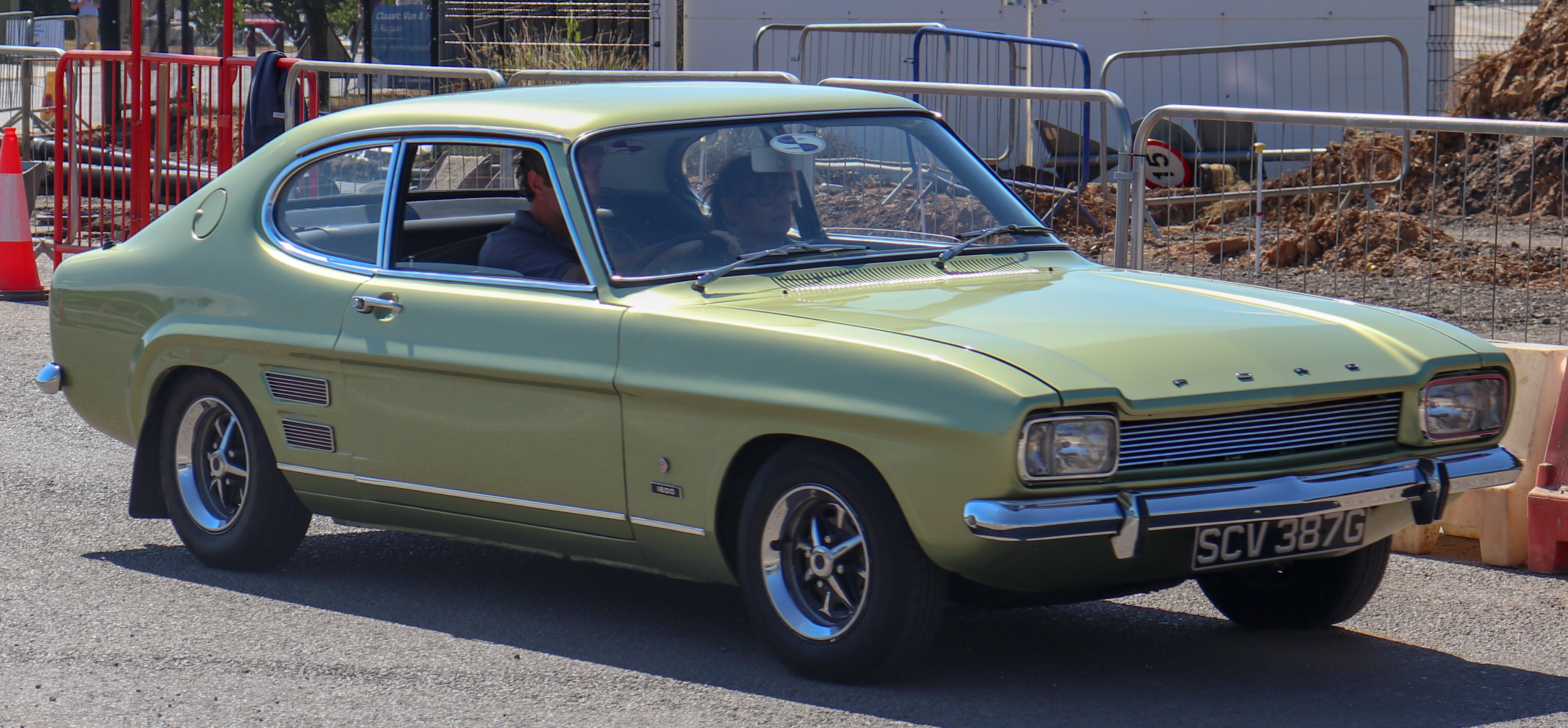
Ford Capri 1

Вперше Capri Mk1 публічно був представлений в січні 1969 році в Бонні та на Брюссельському авто салоні під девізом «the car of your wildest dreams (автомобіль з ваших шалених мрій)». З багатьох моделей Ford представлених для публіки, було що вибрати. Новий Ford Capri мав великий успіх у Європі. В Англії автолюбителі могли вибирати з моделей Ford Capri 1300 з двигуном Kent (ціна машини була приблизно £ 900.00) аж до Ford Capri 3000GT (який пропонувався протягом наступного року приблизно за £ 1400.00). У 1971 році на деякий час Capri 3000GT став найшвидшим серед автомобілів Ford.
Протягом 5 років були зроблені численні модернізації моделей. Вони включили 2000GT і RS3100. Коли загальне число продажів впала до 200,000 в 1972 році, Ford повинен був знайти новий план підвищення продажів. Криза закінчилася після ряду модернізацій Mk1 в 1972 році. Capri GXL став першою моделлю в Європі, на яку встановлювалися здвоєні фари. Опуклість «потужності», яку можна було побачити на капоті 3,0 літрових моторів, додалися до цілого ряду автомобілів. Інтер'єр також мав ряд змін.
У 1973 році мільйонний Capri залишив конвеєрну лінію. Це був RS2600.
Ford припинив виробництво Capri Mk1, за винятком RS3100, який залишився на конвеєрі до кінця 1974 року.

### Двигуни
- 1.3 L Kent I4
- 1.3 L Taunus V4
- 1.5 L Taunus V4
- 1.6 L Kent I4
- 1.7 L Taunus V4
- 2.0 L Cologne V6
- 2.0 L Essex V4
- 2.0 L Pinto I4
- 2.3 L Cologne V6
- 2.6 L Cologne V6
- 3.0 L Essex V6
- 3.1 L Essex V6 (RS3100)
- 5.0 L Windsor V8 (Perana)

## Ford Capri II (1974—1978)

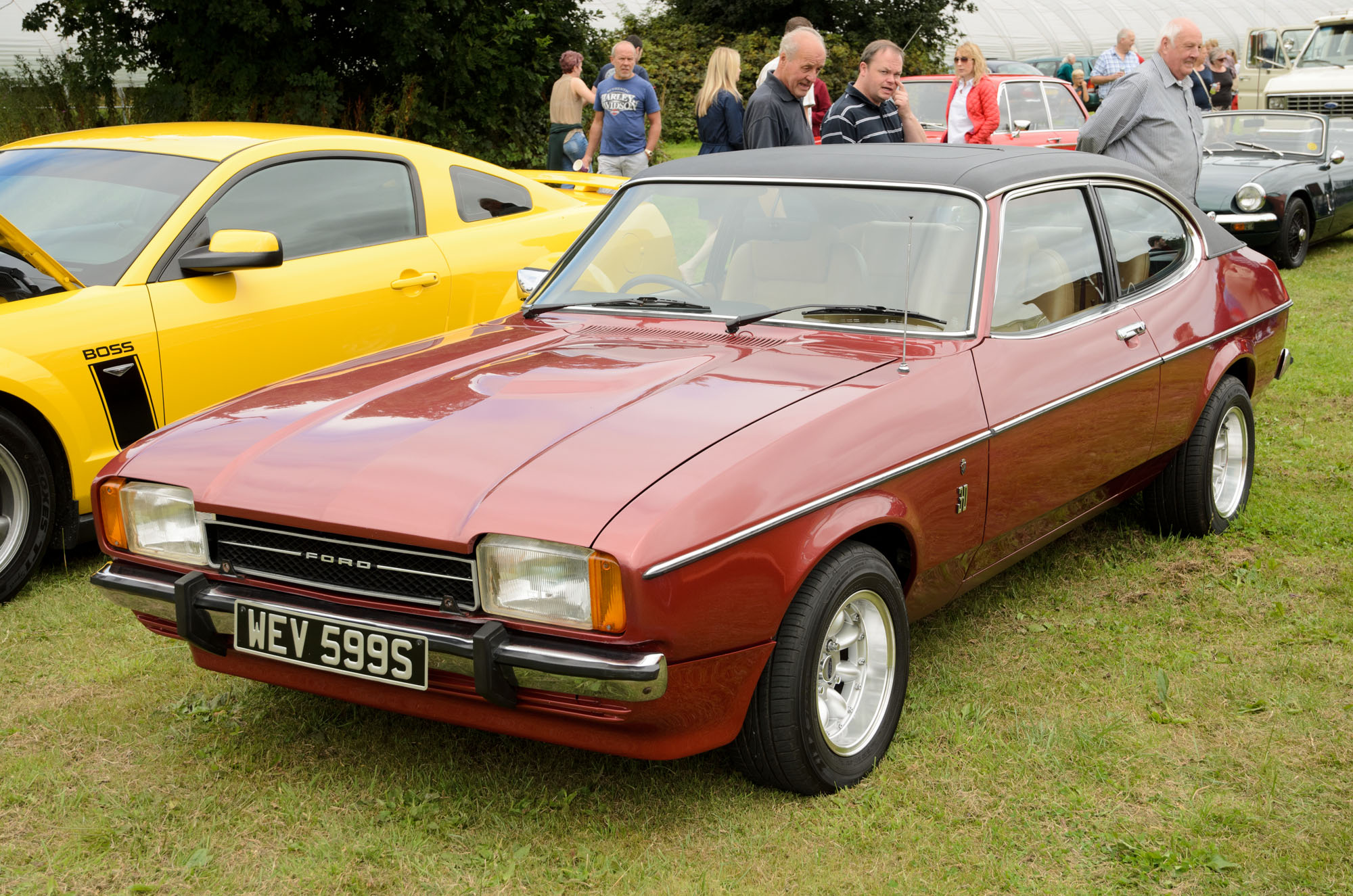
Ford Capri 2

У 1974 році був випущений Capri Mk2. Нова модель мала задній люк замість кришки-завантаження. Це означало більше багажного місця для покупця Capri. У дорожчих моделях Ford дизайнери намагалися дати водієві більше простору. Це не все, Capri був збільшений в довжині, ширині та висоті. Це означало додатково доданий близько 100 кг до ваги автомобіля.
У 1974 році 184 000 Capri з кузовом Mk2 були зроблені в Англії та Німеччині. Але в 1975 році кількість продаж впала, і в 1977 році Ford випустив 92119 автомобілів. Це було очевидним, Capri Mk2 не був таким успішним, як Mk1.
В Англії Capri Mk2 випускався в таких моделях: 1300L, 1600L, XL, GT, 2000GT, 3000GT і 3000 Ghia. У червні 1975 року Ford вирішив замінювати тепер добре відомий 'GT на 'S. На автомобілі стали встановлюватися литі алюмінієві диски, vinyl дах, тонувати вікна і люк. Все це за £ 3100.00. З 1969 (Capri Mk1 побачив світло) Halewood виготовив 337491 автомобіль. У Жовтні 1976 року виробництво Capri Mk2 перемістилося з Halewood, Англії до Німеччини.

### Двигуни
- 1.3 L Crossflow I4
- 1.6 L Crossflow I4
- 1.6 L Pinto TL16 I4
- 2.0 L Cologne V6
- 2.0 L Pinto TL20 I4
- 2.3 L Cologne V6
- 3.0 L Essex V6

## Ford Capri III (1978—1986)

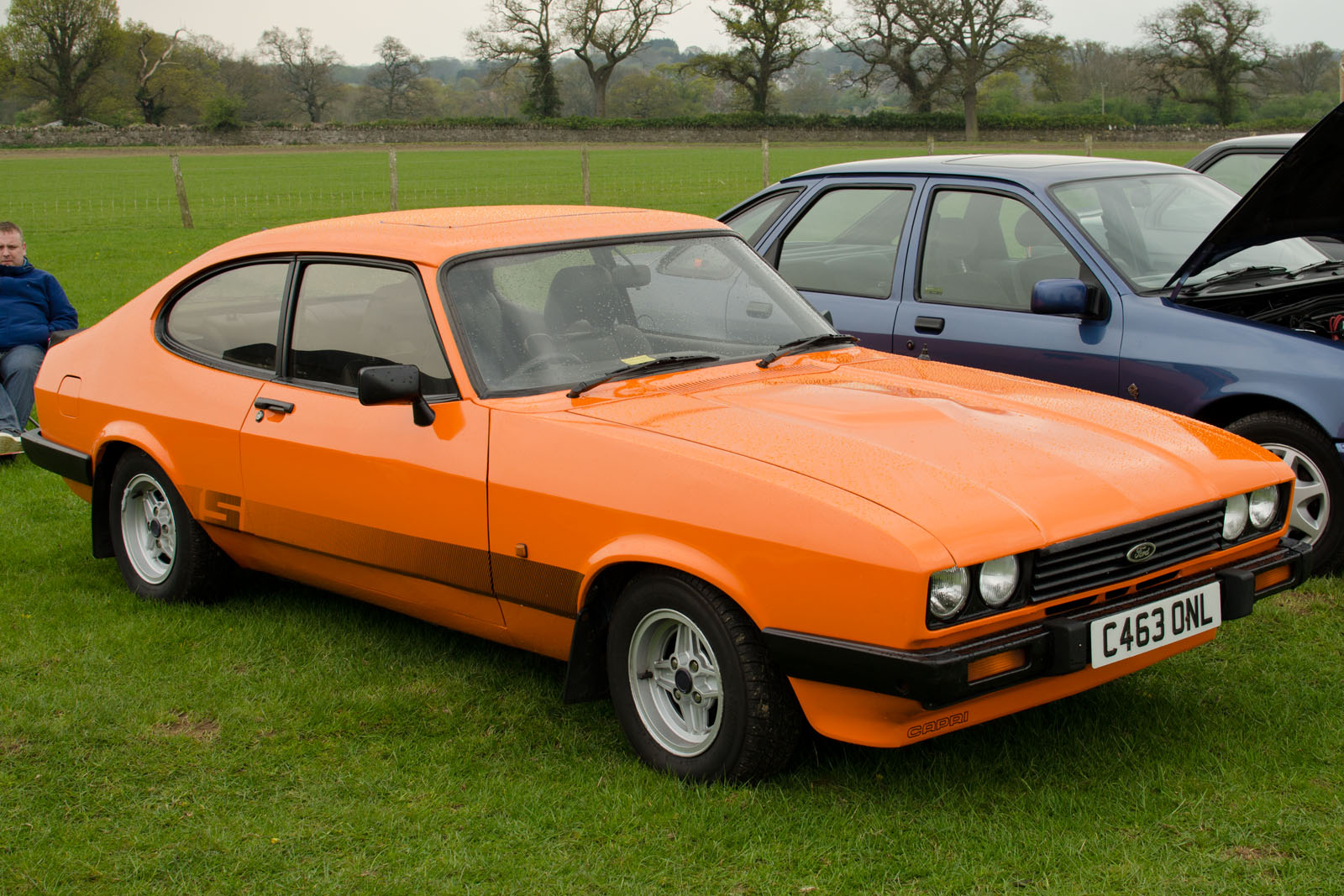
Ford Capri 3

У 1978 році дебютував Capri з новим кузовом Mk3. Capri дотримуючись основної форми Mk2, отримав новий значно поліпшений вигляд. Спарені фари були поверненням до днів Mk1, закруглені бампери та опуклість потужності на капоті робили зовнішній вигляд Mk3 ще більш привабливим. В Англії випускалися наступні моделі 1300, 1600L, GL або S, 2000GL, Ghia або S, 3000 Ghia або S. У 1981 році побачив світ найбільш популярний Capri 2.8 Injection. Це був перший Ford, який мав цю нову технологію. Двигун 2.8 Injection дав Capri додаткову потужність, а також назву найшвидшого європейського Ford (220 км/год).
Список базових і опціональних комплектуючих можна розділити за групами залежно від моделі, так Barchetta оснащується: підсилювачем керма, електропривідними вікнами та склом, круїз-контролем, касетним програвачем та стереосистемою з 4 динаміками. Модифікація XR2 поставлялася з литими дисками, спортивним заднім спойлером, центральним замком і чудовою аудіосистемою. Clubsprint оснащувалася: двигуном з турбонаддувом, 5-спицевими литими дисками, шкіряною обшивкою і рульовим колесом від Momo.
Класичні моделі Capri, незалежно від модифікації, 1600 Deluxe і 1600 GT оснащувалися 1,6-літровим Ford Kent OHV двигуном, який у 1972 році був замінений 3,0-літровим 6-циліндровим Ford Essex мотором. Двигуни автомобіля працюють в парі з 5-ступеневою механічною коробкою передач у базовій комплектації та з 3-ступеневою автоматичною КП, доступною як опція.

### Двигуни
- 1.3 L Crossflow I4
- 1.6 L Pinto TL16 I4
- 2.0 L Cologne V6
- 2.0 L Pinto TL20 I4
- 2.3 L Cologne V6
- 2.8 L Cologne V6
- 3.0 L Essex V6